# Списак археолошких налазишта на планини Тари
Следи списак евидентираних археолошка налазишта на планини Тари и у оквиру националног парка Тара и парка природе Шарган-Мокра Гора:
| Списак археолошких локалитета на планини Тари |                               |                    |                |                                                           |
| Слика                                         | назив локалитета              | место              | истраживање    | кратак опис                                               |
|                                               | Аниште                        | Мокра Гора         | није истражено | остаци грађевине                                          |
|                                               | Антонијевића ливаде           | Солотуша           | није истражено | некропола                                                 |
|                                               | Багрењар                      | Вишесава           | није истражено | осамљени надгробни споменик                               |
|                                               | Богдановића гробље            | Растиште           | није истражено | Некропола,18.—19. век                                     |
|                                               | Борје                         | Растиште           | истражено      | позносредњевековно гробље                                 |
|                                               | Борово брдо                   | Калуђерске Баре    | истражено      | раносредњовековно гробље                                  |
|                                               | Босиљковац                    | Бесеровина         | истражено      | позносредњевековно гробље                                 |
|                                               | Ваган                         | Бајина Башта       | истражено      | римска некропола                                          |
|                                               | Варда                         | Растиште           | истражено      | мајдан камена                                             |
|                                               | Вигњеви                       | Солотуша           | истражено      | остаци грађевине                                          |
|                                               | Вишесава                      | Вишесава           | истражено      | гробна хумка - тумул из раног бронзаног доба              |
|                                               | Горња црвица                  | Рогачица           | истражено      | позносредњевековно гробље                                 |
|                                               | Град                          | Заовине            | није истражено | раносредњовековно утврђење                                |
|                                               | Град                          | Обајгора           | није истражено | остаци средњовековног града                               |
|                                               | Градина                       | Кремна             | истражено      | остаци утврђења и цркве                                   |
|                                               | Ерића гробље                  | Кремна             | није истражено | праисторијски тумули и антички надгробни споменици        |
|                                               | Јевтића луке                  | Вишесава           | истражено      | остаци виле рустике                                       |
|                                               | Јовин брег                    | Вишесава           | истражено      | праисторијско насеље                                      |
|                                               | Кременило                     | Вишесава           | истражено      | вишеслојно праисторијско насеље старијег и млађег неолита |
|                                               | Кршање                        | Кршање             | није истражено | остаци цркве                                              |
|                                               | Солотник                      | Солотуша           | истражено      | остаци утврђења                                           |
|                                               | Кулина на Вишесави            | Вишесава           | није истражено | остаци утврђења                                           |
|                                               | Лазића гроб                   | Заовине            | истражено      | остаци некрополе                                          |
|                                               | Луке                          | Солотуша           | није истражено | остаци грађевине                                          |
|                                               | Марково поље                  | Мокра Гора         | истражено      | средњовековни надгробни споменици                         |
|                                               | Милановића ставе              | Кремна             | истражено      | остаци некрополе                                          |
|                                               | Мољковића хан                 | Кремна             | истражено      | остаци некрополе                                          |
|                                               | Мраморје (Багруша)            | Перућац            | истражено      | позносредњевековно гробље са мрамором                     |
|                                               | Мраморје (Гајеви и Урошевине) | Растиште           | истражено      | позносредњевековно гробље са мрамором                     |
|                                               | Мраморје Гаочићи)             | Доња Дервента      | истражено      | позносредњевековно гробље са мрамором                     |
|                                               | Обајгора                      | Обајгора           | истражено      | групни налаз оруђа, оружја и накита од бронзе             |
|                                               | Ограђеница                    | Кањон Сувог потока | истражен       | мајдан камена                                             |
|                                               | Орашац                        | Рача               | није истражен  | рановизантијски сакрални објекат                          |
|                                               | Пилица                        | Пилица             | није истражен  | остаци хумки из гвозденог доба                            |
|                                               | Растиште                      | Растиште           | није истражен  | налази раног гвозденог доба                               |
|                                               | Рача                          | Рача               | није истражен  | налази енелитског доба                                    |
|                                               | Селешница                     | Бесеровина         | није истражено | позносредњевековно гробље са мрамором                     |
|                                               | Симићи                        | Перућац            | истражено      | мајдан камена                                             |
|                                               | Скит Светог Ђорђа             | Рача               | истражено      | остаци грађевина                                          |
|                                               | Солотуша                      | Солотуша           | истражено      | налази гвозденог, римског и средњовековног доба           |
|                                               | Стаменића гробље              | Кремна             | истражено      | остаци некрополе из римског доба                          |
|                                               | Трговиште                     | Кремна             | истражено      | остаци грађевине                                          |
|                                               | Црвица                        | Црвица             | истражено      | налази бронзаног доба                                     |
|                                               | Чолаковац                     | Рача               | није истражено | остаци бедема                                             |